# I Cavalieri del Re (album)
I Cavalieri del Re è una raccolta del gruppo musicale I Cavalieri del Re, pubblicato nel 1982 dalla RCA.
È un album antologico che raccoglie tutte le sigle incise dal gruppo fino a quel momento, più tre brani tratti dal precedente lavoro La storia di Lady Oscar, album monografico dedicato alla serie. Dalla tracklist vennero esclusi i brani L'Uomo Tigre, Kimba, il leone bianco, Le avventure di Gamba e Superauto mach 5 go! go! go!.
Il gruppo è stato il primo del settore delle sigle televisive a cui sia stata dedicata un'intera raccolta. 
Nel novembre del 2022 l'album è stato pubblicato interamente in streaming sulle piattaforme digitali.

## Tracce
Lato A
Testi e musiche di Riccardo Zara.
1. La spada di King Arthur – 3:33
2. Il libro Cuore – 3:52
3. Sasuke – 4:05
4. Nero cane di leva – 3:42
5. Moby Dick 5 – 3:36
6. L'isola dei Robinson – 3:44

Lato B
Testi e musiche di Riccardo Zara.
1. Lady Oscar – 3:12
2. Minuetto per la regina – 4:10
3. Canto di André – 4:10
4. Alle porte della rivoluzione – 3:53
5. Yattaman – 3:15
6. Chappy – 3:48